# Ronde van de Achterhoek 2024
De zevende editie van de Ronde van de Achterhoek vond plaats op 25 augustus 2024 en werd gewonnen door de Deen Stian Rosenlund die hiermee Martijn Rasenberg opvolgde. Start en finishplaats van de wedstrijd waren Neede. De wedstrijd was onderdeel van de UCI Europe Tour en als afsluitende wedstrijd van de Holland Cup.

## Uitslag
| Plaats  | Naam                      | Ploeg                                       | tijd     |
| ------- | ------------------------- | ------------------------------------------- | -------- |
| Winnaar | Stian Rosenlund           | Airtox-Carl Ras                             | 4u19'59" |
| 2       | Noa Isidore               | Decathlon AG2R La Mondiale Development Team | z.t.     |
| 3       | Daan van Sintmaartensdijk | BEAT Cycling Club                           | z.t.     |
| 4       | Tim Marsman               | Metec-SOLARWATT p/b Mantel                  | z.t.     |
| 5       | Stijn Daemen              | VolkerWessels Cycling Team                  | z.t.     |
| 6       | Stef Koning               | Parkhotel Valkenburg                        | z.t.     |
| 7       | Peter Schulting           | Diftar Continental Cyclingteam              | + 4"     |
| 8       | Teun Veelers              | OWC Oldenzaal & AWV de Zwaluwen             | z.t.     |
| 9       | Callum Thornley           | Trinity Racing                              | + 6"     |
| 10      | Hidde van Veenendaal      | Metec-SOLARWATT p/b Mantel                  | + 11"    |